# Jean Pierre Wandji Nkuimy
Jean Pierre Wandji Nkuimy est un ancien député, ministre de la fonction publique et des affaires sociales au Cameroun.

## Biographie

### Carrière
Il a été condamné aux travaux forcés à perpétuité par le tribunal militaire de Yaoundé pour complicité d'assassinat du sous-préfet de Bazou (Ouest-Cameroun) et atteinte à la sûreté intérieure de l'État.